# Fontaine des Quatre-Fleuves
La fontaine des Quatre-Fleuves (en italien : Fontana dei Quattro Fiumi) (1648 - 1651) fut bâtie par le Bernin au centre de la piazza Navona (place Navone) à Rome, devant l'église de Sant'Agnese in Agone. Elle est inaugurée le 12 juin 1651 .
Elle est de type baroque.

## Description et historique
Les quatre fleuves qu'elle représente symbolisent chacun un continent : le Danube (Europe) (soutient le blason du pape et supporté par un puissant cheval[réf. nécessaire]) sculpté par Antonio Raggi, le Gange (Asie) (équipé d'une rame, en référence à la bonne navigabilité du fleuve) sculpté par Claude Poussin, le Nil (Afrique) (le visage voilé car on ne connaissait pas sa source) sculpté par Giacomo Antonio Fancelli et le Rio de la Plata (Amérique) (tient un sac dont s'écoulent des pièces d'or pour montrer la richesse du continent) sculpté par Francesco Baratta. 
C'est une œuvre de commande du pape Innocent X : la colombe et le rameau d'olivier en haut de l'obélisque au centre de la fontaine sont l'emblème de sa famille (les Pamphili) qui avait un palais sur la place. Cet obélisque apporté à Rome par Caracalla provient du cirque de Maxence.
Cette fontaine a été financée par une taxe très impopulaire sur le pain, la viande et le sel.

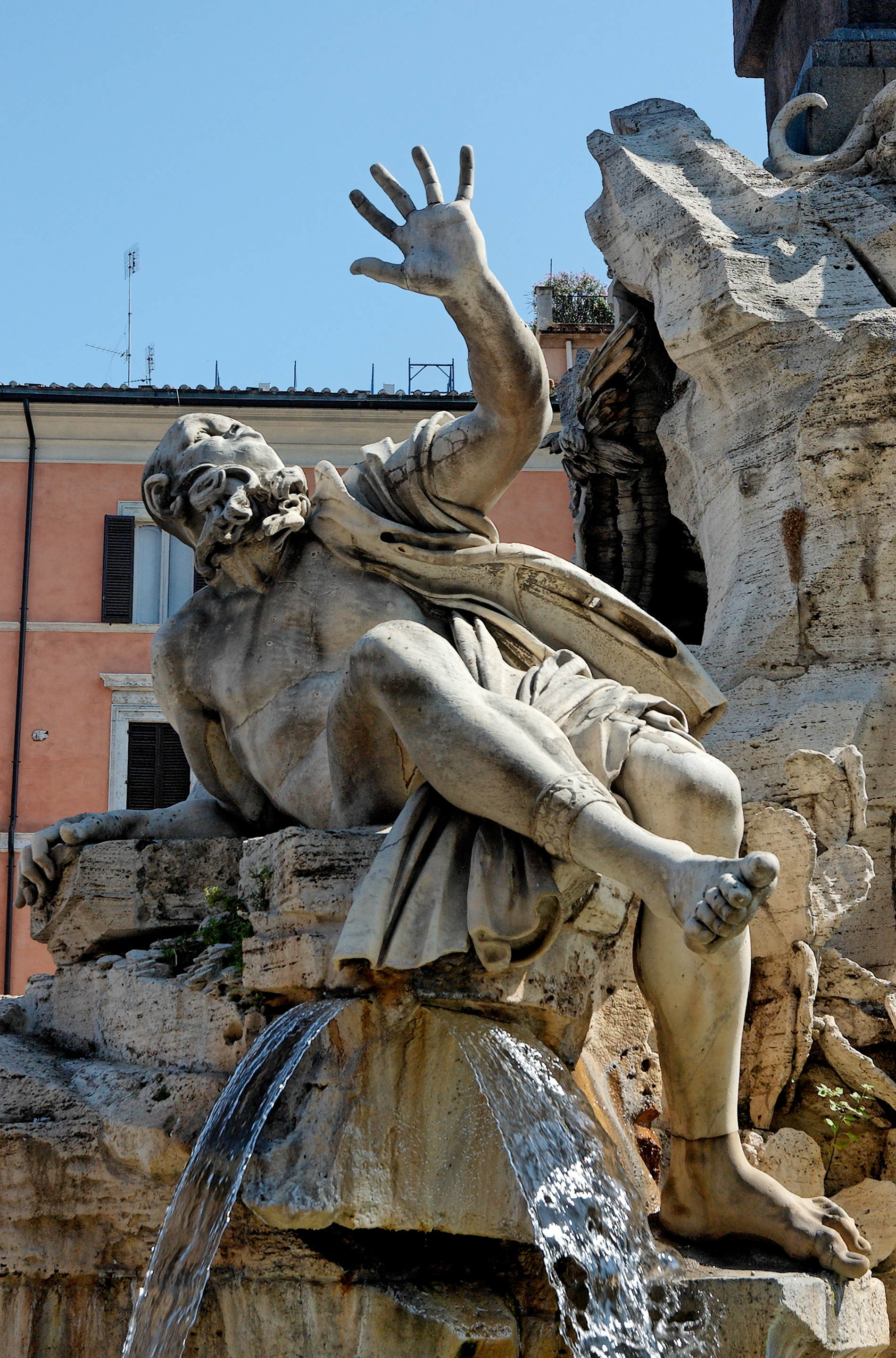
Le Rio de la Plata.
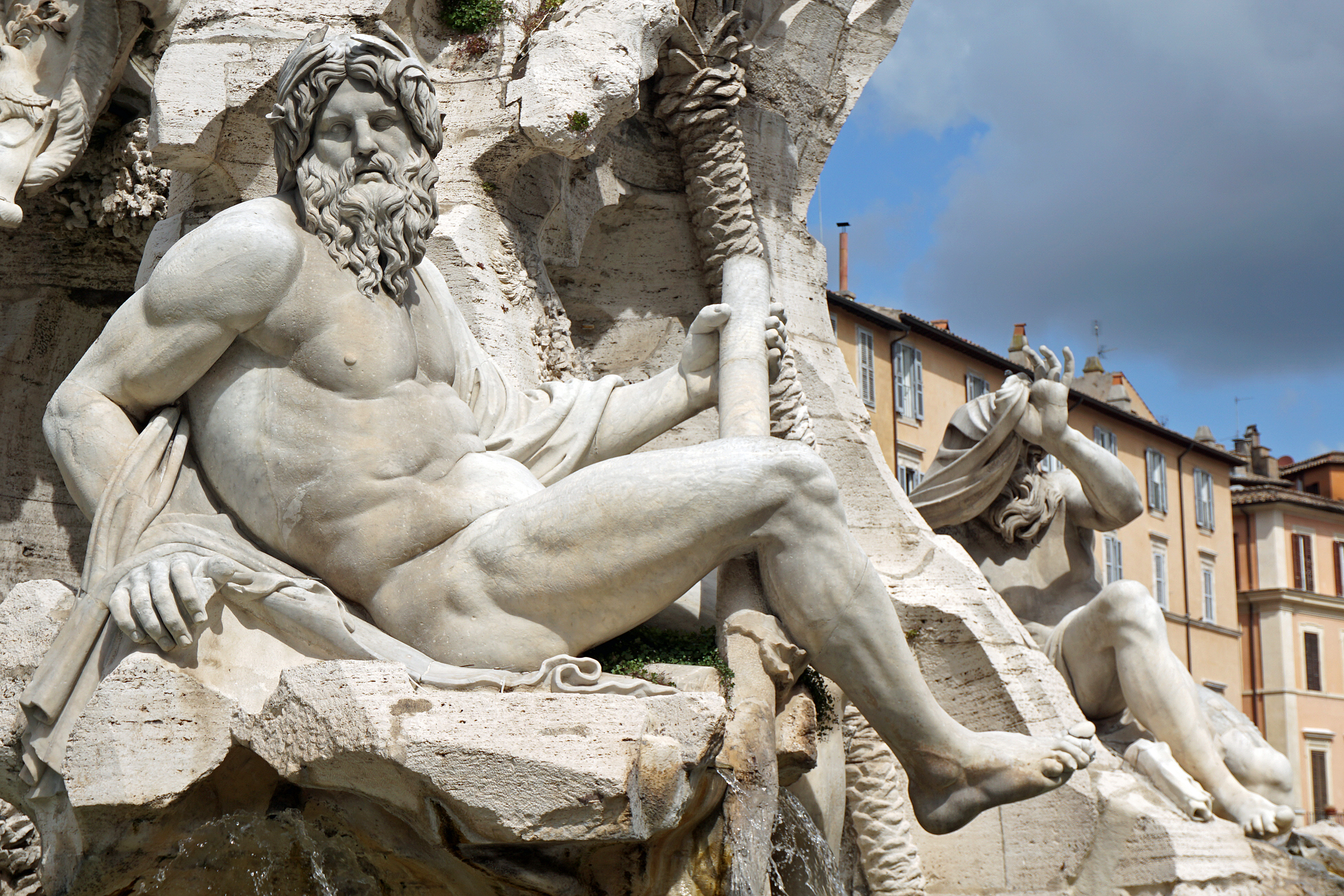
Le Gange.
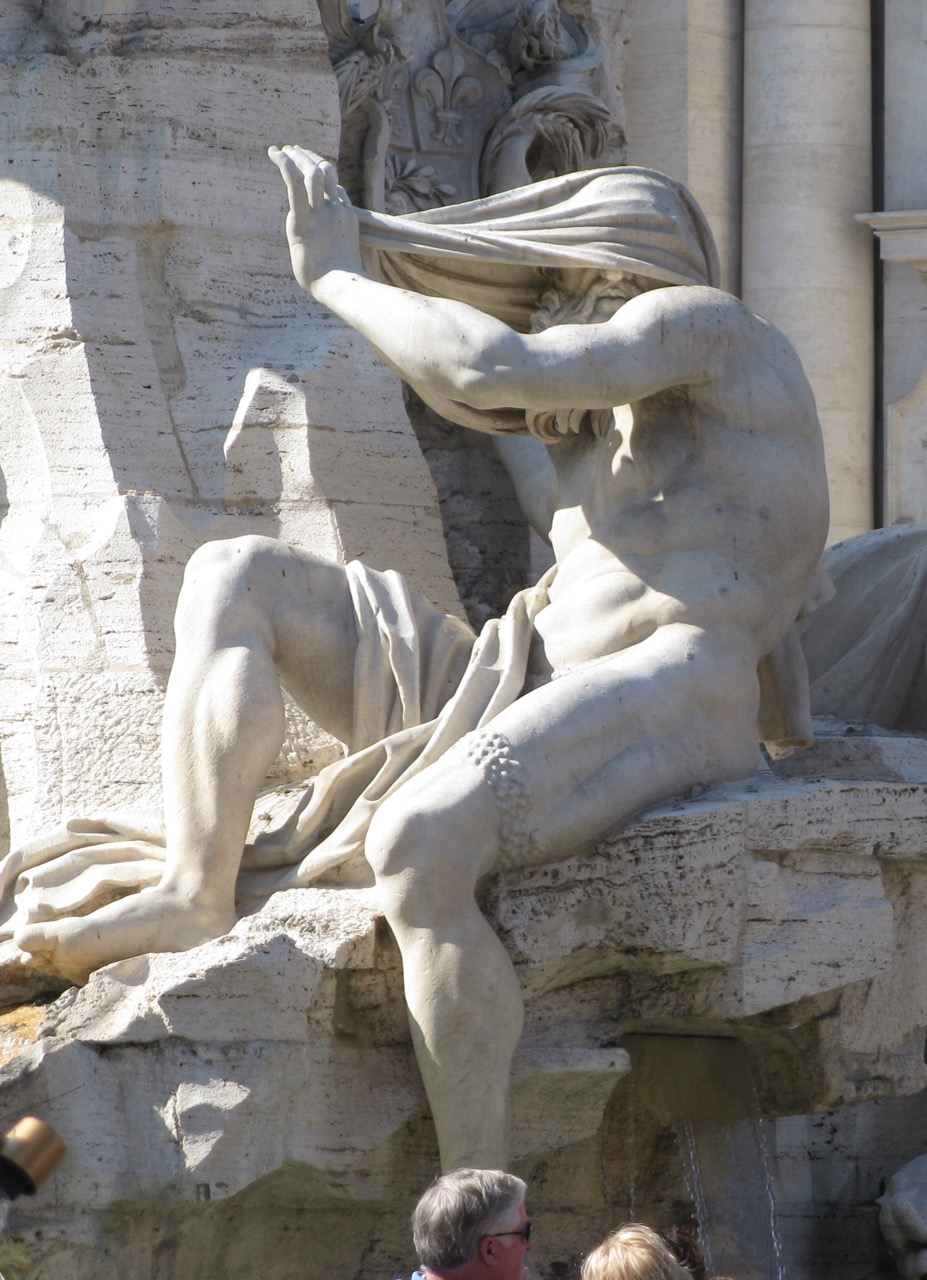
Le Nil.
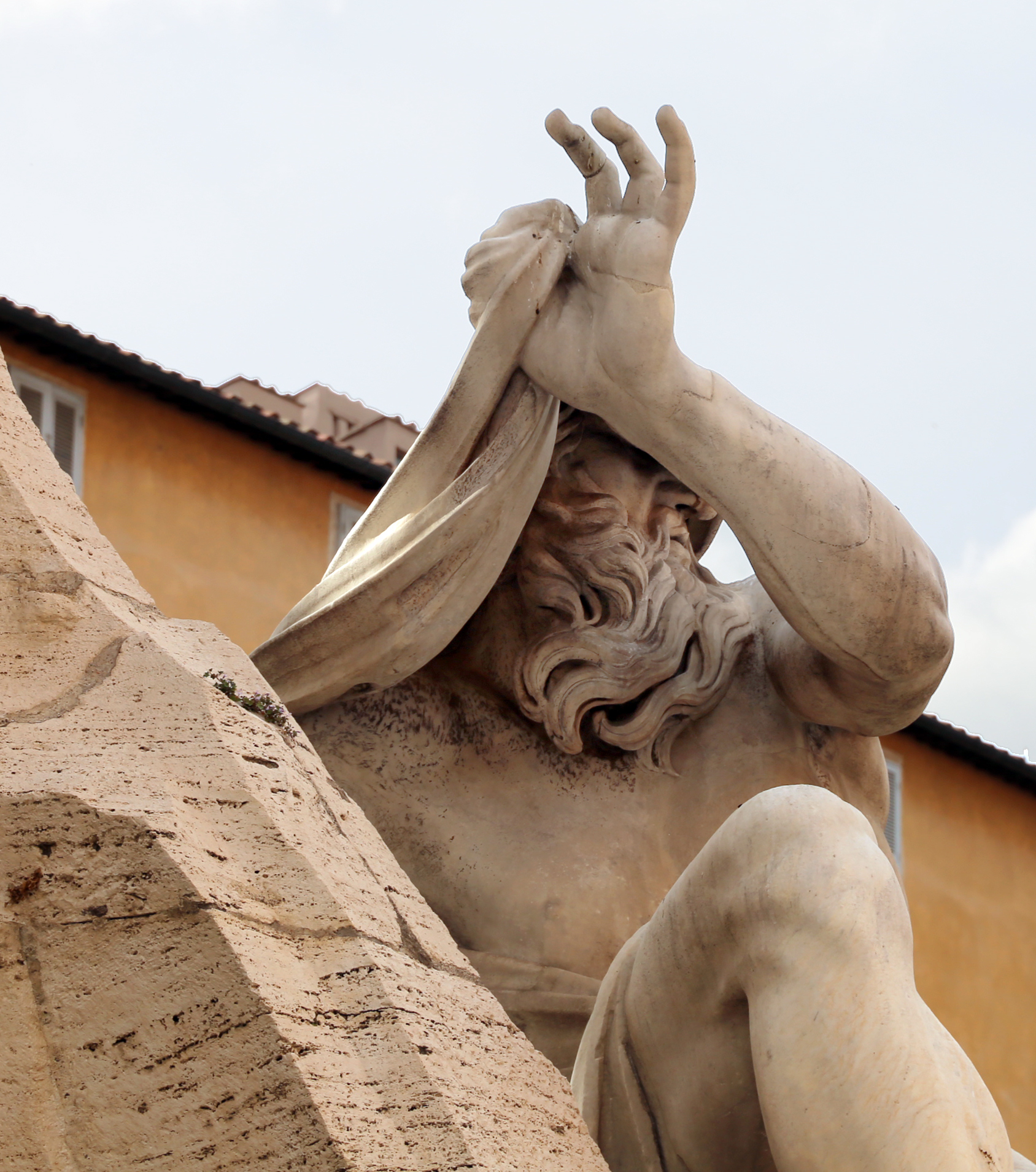
Détail du Nil.
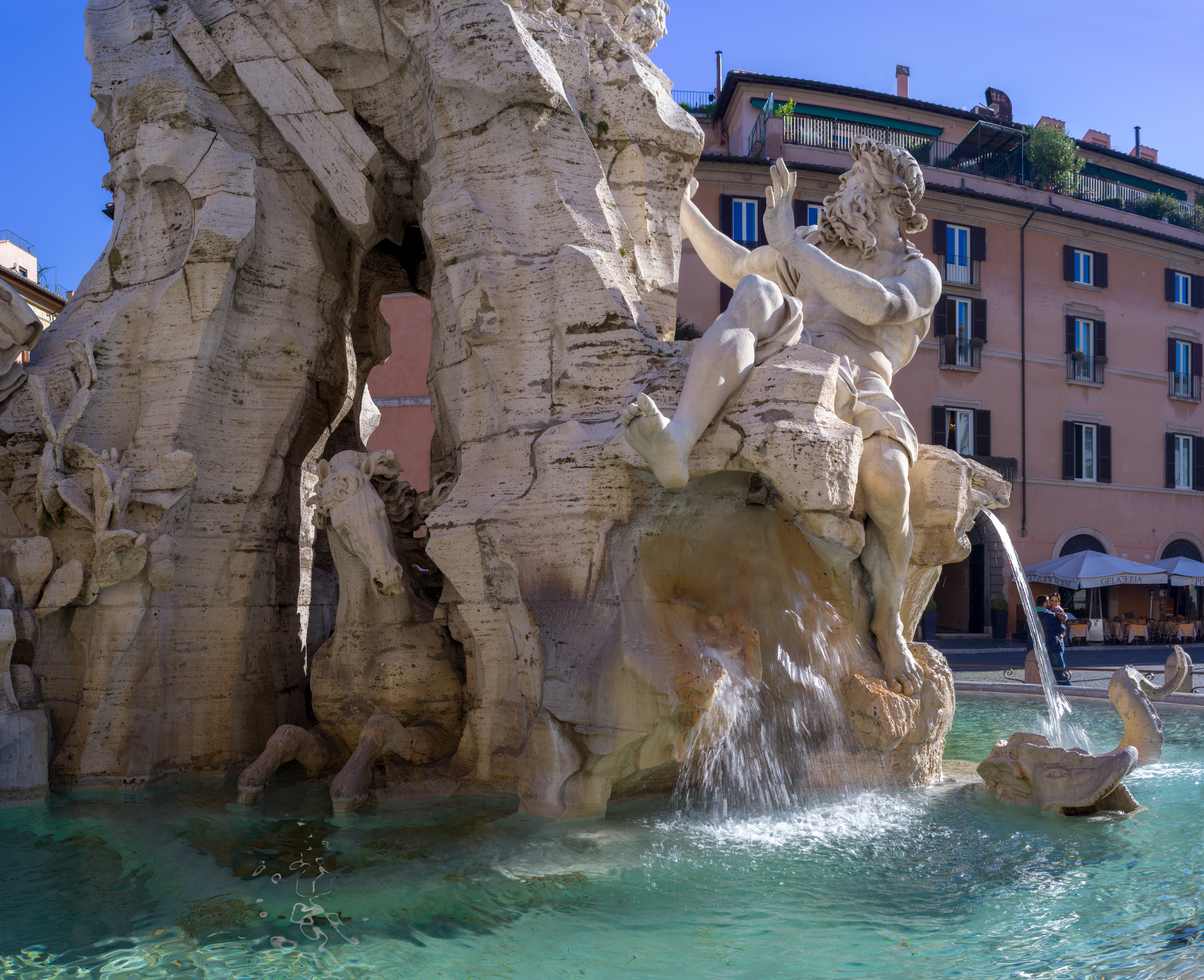
Le Danube.

## Interprétations
Une légende, encore très populaire aujourd'hui, est liée à la rivalité entre Le Bernin et Francesco Borromini. On prétend que la statue du Rio de la Plata a le bras tendu de peur d'un effondrement de l'église de Sant'Agnese in Agone et aussi que la statue du Nil couvre son visage pour ne pas la voir. En fait, le visage de la statue est couvert d'un voile parce qu'on ne connaît pas encore les sources du Nil. Ce n'est qu'une légende, puisque la fontaine a été construite avant l'église, entre 1648 et 1651, alors que le début de la construction de Sainte-Agnès par Borromini n'est pas antérieur à 1652.
Une autre histoire dit que lors de l’inauguration, la fontaine ne fonctionnait pas à cause d’un défaut de fabrication. Borromini, qui attendait avec impatience une débâcle de son rival, ne put garder la bouche fermée et le dit à ses amis. Le Bernin en eut vent, et fut en mesure de résoudre le problème grâce à des informations qu’il reçut d’une connaissance de Borromini. 

## Apparitions contemporaines
La fontaine des Quatre-Fleuves est apparue dans le film Anges et Démons.
Dans la bande dessinée de Fred Vargas et Edmond Baudoin Les Quatre Fleuves, un des personnages construit une réplique du monument réalisée à l'aide de capsules et de canettes de bière.